# Ned Haig
Ned Haig (1858–1939) was een Schotse slager, die de variant op rugby genaamd Rugby Sevens heeft bedacht.
Op jonge leeftijd verhuisde de Schot naar Melrose (Scottish Borders), en speelde rugby bij de plaatselijke club Melrose RFC. Tijdens een evenement om geld op te halen voor de rugbyclub verzon hij een kortere variant van het spel, omdat er onvoldoende tijd was om alle teams volledige wedstrijden te laten spelen. Hij bracht de speeltijd van 80 minuten terug tot 15 minuten, en het aantal spelers van 15 naar 7 per team. Er deden 8 teams mee aan het tournooi, en andere clubs in de regio namen de succesformule over. Zelf speelde Haig in de finale. 
In 2008 werd Haig geëerd in de World Rugby Hall of Fame.